# 党還醇
党還醇（？—1630年），字子貞，陝西西安府三原縣人，明朝政治人物。

## 生平
天啟五年（1625年）乙丑科進士，授休寧縣知縣，有善政，丁父憂歸里。崇禎二年（1629年）服闋，起為良鄉縣知縣，十二月，清兵入關襲擾，逼近城池。党還醇督吏民拒守。救兵不至，力屈城破，與教諭安上達、訓導李廷表、典史史之棟、驛丞楊其禮等殉國。事聞，朝廷追贈光祿寺丞，賜祭葬。《明史》有傳。

## 延伸阅读
[在维基数据编辑]
 《明史卷二百九十一》，出自《明史》